# Дрљановац
Дрљановац је насељено место у општини Нова Рача, Бјеловарско-билогорска жупанија, Република Хрватска.

## Историја
До нове територијалне организације у Хрватској место је припадало бившој великој општини Бјеловар.

## Становништво
На попису становништва 2011. године, Дрљановац је имао 242 становника.

## Попис1991.
На попису становништва 2011. године, насељено место Дрљановац је имало 331 становника, следећег националног састава:
| Попис 1991.‍ | Попис 1991.‍ | Попис 1991.‍ | Попис 1991.‍ | Попис 1991.‍ |
| ----------- | ----------- | ----------- | ----------- | ----------- |
|             |             |             |             |             |
| Хрвати      | Хрвати      |             | 298         | 90,03%      |
| Албанци     | Албанци     |             | 18          | 5,43%       |
| Срби        | Срби        |             | 4           | 1,20%       |
| Мађари      | Мађари      |             | 1           | 0,30%       |
| Чеси        | Чеси        |             | 1           | 0,30%       |
| непознато   | непознато   |             | 9           | 2,71%       |
| укупно: 331 |             |             |             |             |